# Unit4 Polska

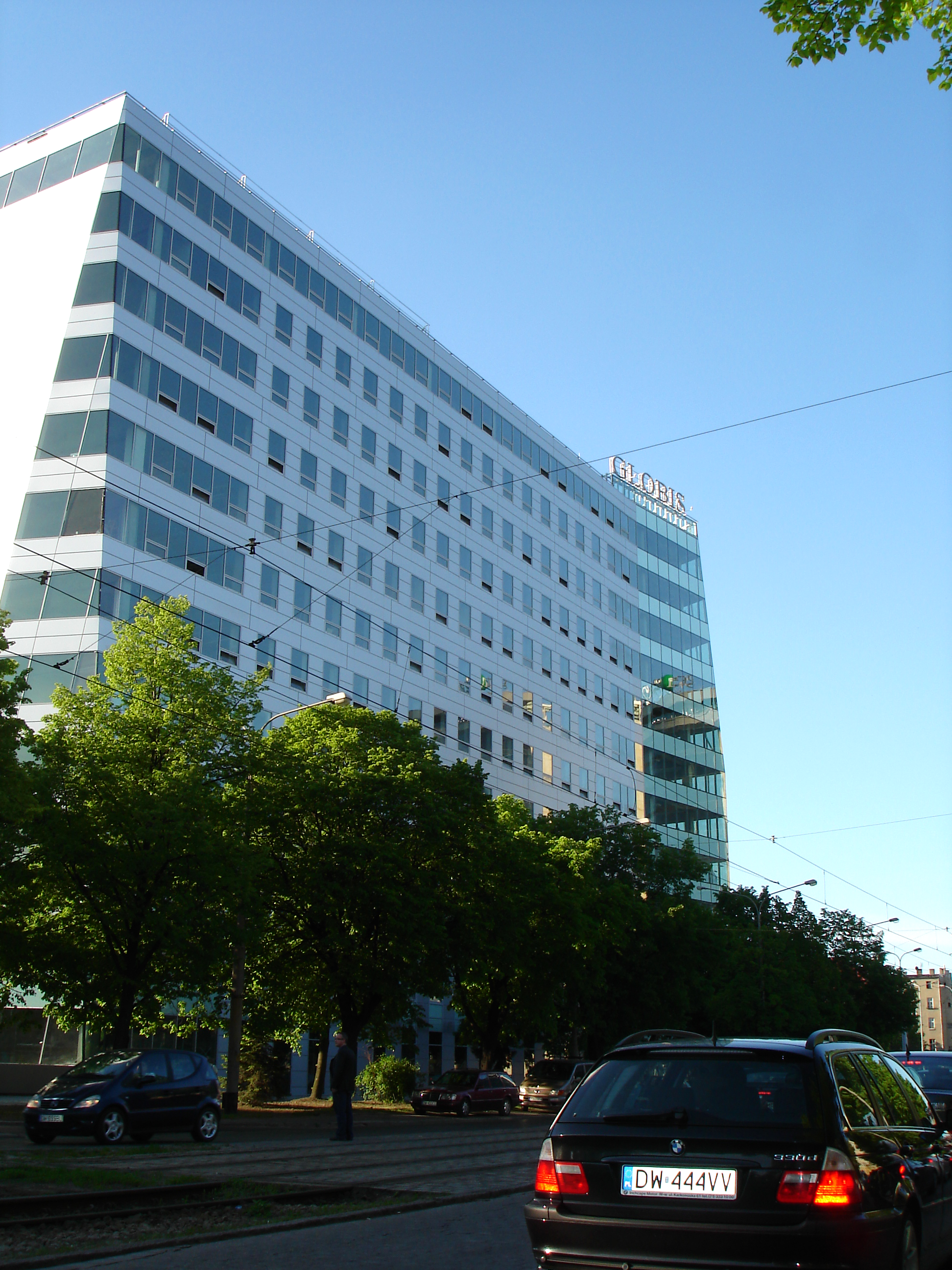
Siedziba Unit4 Polska we Wrocławiu

Unit4 Polska sp. z o.o. – wrocławska spółka zajmująca się tworzeniem oprogramowania. Jej produkty to zintegrowane systemy informatyczne wspomagające zarządzanie przedsiębiorstwem, oparte na bazach danych Oracle i MS SQL Server. Unit4 zajmuje się w Polsce rozwojem systemów klasy ERP i HR, sprzedawanych pod wspólną marką Teta.
Siedziba spółki znajduje się we Wrocławiu, w Centrum Biurowym Globis. Łącznie przedsiębiorstwo zatrudnia około 500 pracowników.

## Historia
Przedsiębiorstwo założone zostało w 1987 r. przez pracowników naukowych Politechniki Wrocławskiej jako Przedsiębiorstwo Innowacyjne TETA Sp. z o.o. W 1997 roku zostało przekształcone w spółkę akcyjną (TETA S.A.), a w 2002 roku zostało uznane za lidera polskiego rynku oprogramowania HRM pod względem ilości przeprowadzonych wdrożeń uzyskując 30% udział rynku, przed BPSC (16,9%) i SAP (14,3%). W 2005 r. jego akcje zostały wprowadzone na warszawską giełdę papierów wartościowych.
Na początku roku 2007 rozpoczęło tworzenie grupy kapitałowej poprzez przejęcie spółki Pyton Management (obecnie UNIT4 Software Engineering sp. z o.o.). Parę miesięcy później została utworzona kolejna spółka – córka TETA HR Center Sp. z o.o. (obecnie UNIT4 BUSINESS SOLUTIONS Sp. z o.o.). W roku 2008 TETA przejęła węgierską spółkę VT Soft oraz nabyła 35% udziałów we wrocławskiej spółce InsERT.
W 2010 roku, pod zarządem Jerzego Krawczyka, Roberta Gołuńskiego i Sławomira Piwko, TETA dołączyła do holenderskiej grupy kapitałowej UNIT4 i przeszła proces dostosowania do jej globalnych standardów. Zmieniona została nazwa spółki – do dotychczasowej, dodana została nazwa grupy kapitałowej, tworząc UNIT4 TETA (obecnie UNIT4 Polska). Nastąpiła także modyfikacja systemu identyfikacji wizualnej. Zmiany znalazły też odzwierciedlenie w spółkach należących do Grupy UNIT4 Polska, tj. TETA HR Center (zmiana na UNIT4 TETA HR Center, następnie na UNIT4 Business Solutions), Pyton Management (zmiana na UNIT4 Software Engineering) oraz najnowszej spółce TETA BI Center (zmiana na UNIT4 TETA BI Center).
Z dniem 2 stycznia 2015 uległa zmianie nazwa spółki z UNIT4 TETA sp. z o.o. na Unit4 Polska sp. z o.o.

## Struktura organizacyjna
Grupę UNIT4 Polska tworzy pięć polskich spółek: UNIT4 Polska, UNIT4 Business Solutions, UNIT4 Software Engineering, UNIT4 TETA BI Center, InsERT oraz węgierska spółka UNIT4 VT-Soft.

### UNIT4 Polska
Wiodącym produktem UNIT4 Polska sp. z o.o. jest zintegrowany system TETA ERP(dawniej pod nazwą TETA Constellation). Drugim strategicznym obszarem działalności UNIT4 Polska są rozwiązania dla działów HR. System TETA HR (dawniej pod nazwą TETA Personel) od lat utrzymuje czołową pozycję na polskim rynku oprogramowania HR.
Obecnie z rozwiązań UNIT4 Polska korzysta ponad 2 tys. przedsiębiorstw i instytucji dużej i średniej wielkości w Polsce i na Węgrzech, m.in.: Getin Noble Bank, Parker Hannifin, Grene, Aviva, Danone, ATM Grupa, EuroLOT, Rossmann, Citi Handlowy, Teva Pharmaceutical Polska, Work Service, LG Electronics Polska, Bakoma, Hotele Gołębiewski, Mostostal Warszawa i inne.

### UNIT4 Business Solutions
UNIT4 Business Solutions Sp. z o.o. jest spółką zajmującą się usługami outsourcingu kadrowo-płacowego, usługami SaaS systemu kadrowo-płacowego TETA, a także hostingiem i administracją systemów informatycznych.

### UNIT4 Software Engineering
UNIT4 SOFTWARE ENGINEERING Sp. z o.o. jest firmą konsultingowo–wdrożeniową działającą w obszarze zarządzania zasobami ludzkimi z wykorzystaniem technologii informatycznych. Specjalizuje się w budowaniu rozwiązań IT dla działów personalnych. UNIT4 SE jest m.in. producentem platformy e-learningowej UNIT4 LMS wspierającej procesy edukacyjno-rozwojowe. Spółka zajmuje się również projektowaniem i wdrażaniem systemów zarządzania wiedzą.

### UNIT4 TETA BI Center
UNIT4 TETA BI Center Sp. z o.o. specjalizuje się w produkcji oprogramowania klasy Business Intelligence. Firmowy produkt – TETA Business Intelligence to system analityczno-raportowy, który usprawnia i wspomaga procesy podejmowania decyzji, analiz procesów biznesowych oraz budżetowania.

### InsERT
InsERT S.A. jest producentem oprogramowania dla małych i średnich przedsiębiorstw. Przedsiębiorstwo powstało we Wrocławiu w maju 1992 roku. W Polsce od kilku lat jest liderem pod względem sprzedanych licencji na rynku oprogramowania w swojej branży. Do chwili obecnej InsERT sprzedał ponad 700 tys. licencji. Wśród produktów przedsiębiorstwa znajdują się m.in. systemy finansowo-księgowe, kadrowo-płacowe, wspomagające sprzedaż i produkcję. W ofercie znaleźć można także program dla przedsiębiorstw prowadzących sprzedaż w Internecie (platformę sklepu internetowego) oraz system do obsługi aukcji internetowych.

## Produkty
TETA HR (dawniej pod nazwą TETA Personel) jest systemem przeznaczonym dla działów kadrowo-płacowych. Docelowymi użytkownikami są osoby pracujące w tych działach, dyrektorzy personalni, przedstawiciele wyższej kadry menedżerskiej, specjaliści działów HR odpowiedzialni za programy rozwoju kompetencji pracowników itd. Poza obsługą administracji kadr i naliczania wynagrodzeń, zawiera również szereg dodatkowych narzędzi m.in. do obsługi umów cywilnoprawnych, działalności socjalnej, BHP, kasy zapomogowo-pożyczkowej, zarządzania rozwojem pracownika.
Dzięki komponentowej budowie pakietu klient ma możliwość wybrania z zestawu dostępnych modułów rozwiązania optymalnego pod względem profilu i stopnia rozwoju swojego przedsiębiorstwa.
TETA ERP (dawniej pod nazwą TETA Constellation) to zintegrowany system informatyczny wspomagający zarządzanie wewnętrznymi i zewnętrznymi zasobami oraz procesami w firmie lub instytucji. System jest wielojęzyczny, wielowalutowy, umożliwia pracę na wielu jednostkach miar oraz obsługuje struktury holdingowe i wielooddziałowe. Dzięki elastycznej budowie i dostępnym narzędziom możliwy jest wybór konkretnych modułów oraz modyfikowanie ich przez administratora lub doświadczonego użytkownika systemu również po ich wdrożeniu.
TETA EDU – system ERP dla sektora edukacji i szkolnictwa wyższego. System umożliwia między innymi: obsługę sfery budżetowej, kontroling, zarządzanie płatnościami, sporządzanie sprawozdań, zestawień wakatów, naliczanie list płac czy rozliczanie wynagrodzeń i podatków. Ponadto zawiera aplikacje wspomagające zarządzanie personelem (miękkie i twarde – kadry, płace, rekrutacja, oceny, szkolenia), logistyką czy projektami oraz szeroki wachlarz funkcjonalności dedykowanych, takich jak ewidencja stopnia i tytułów naukowych, automatyczne naliczanie wymiarów urlopów dla nauczycieli akademickich, czy ewidencja oraz rozliczanie absencji akademickich.
TETA AIR – aplikacja stworzona do obsługi procesów kadrowo – płacowych, utrzymywana w prywatnej chmurze Unit4. Dostęp do systemu oferowany jest w modelu SaaS (Software as a Service), co wpływa na szybkość wdrożenia rozwiązania w firmie. Aplikacja zapewnia obsługę takich procesów, jak: zatrudnienie, naliczenie wynagrodzeń, planowanie grafików, rozliczenie czasu pracy, obsługa wniosków pracowniczych, komunikacja z ZUS i ePUAP, czy generowanie rocznych PITów.

Unit4 FP&A – Unit4 Financial Planing and Analysis to oparte na technologiach informatycznych narzędzie dla menedżerów, wspierające ich w procesie podejmowania decyzji, analiz procesów biznesowych oraz budżetowania.
Umożliwia pobieranie, gromadzenie i przetwarzanie danych pochodzących z różnych źródeł i systemów. Informacje udostępniane są w czasie rzeczywistym, za pośrednictwem urządzenia mobilnego lub przeglądarki internetowej można z nich korzystać z dowolnego miejsca lub lokalnie ze stacji roboczej.

## Grupa UNIT4
Grupa UNIT4 jest międzynarodowym producentem i dystrybutorem zintegrowanych systemów informatycznych.
UNIT4 jest w pierwszej szóstce producentów systemów ERP dla średniego rynku na świecie i drugim graczem na tym rynku w Europie. Prowadzi działalność w 17 krajach w Europie, jak i 7 w Ameryce Północnej, Azji i Afryce oraz działania sprzedażowe w innych krajach.
Siedziba główna UNIT4 znajdują się w Sliedrecht w Holandii. Firma zatrudnia ponad 4000 pracowników na całym świecie. UNIT4 jest notowana na giełdzie NYSE Euronext Amsterdam.
W skład grupy wchodzą liderzy oprogramowania wspierającego zmianę, dostarczający takie rozwiązania jak Agresso Business World czy Coda Financials.